# Bahnhof Berlin Priesterweg
Der Bahnhof Priesterweg ist ein S-Bahnhof im Berliner Ortsteil Schöneberg im Bezirk Tempelhof-Schöneberg.

## Lage
Der Bahnhof befindet sich im Ortsteil Schöneberg im Bezirk Tempelhof-Schöneberg. Das Berliner Stadtzentrum liegt rund acht Kilometer Luftlinie nordöstlich. Er grenzt an den Priesterweg und den Prellerweg. Östlich des Bahnhofs ist der Natur-Park Südgelände gelegen. Südwestlich liegt der Insulaner, ein ehemaliger Trümmerberg, auf dem sich die Wilhelm-Foerster-Sternwarte befindet. Der Bahnhof Südkreuz liegt 1,8 Kilometer weiter nördlich, der Bahnhof Attilastraße 1,3 Kilometer und der Bahnhof Südende 1,4 Kilometer südlich. Die Station befindet sich im Tarifbereich Berlin B des Verkehrsverbundes Berlin-Brandenburg.

## Geschichte

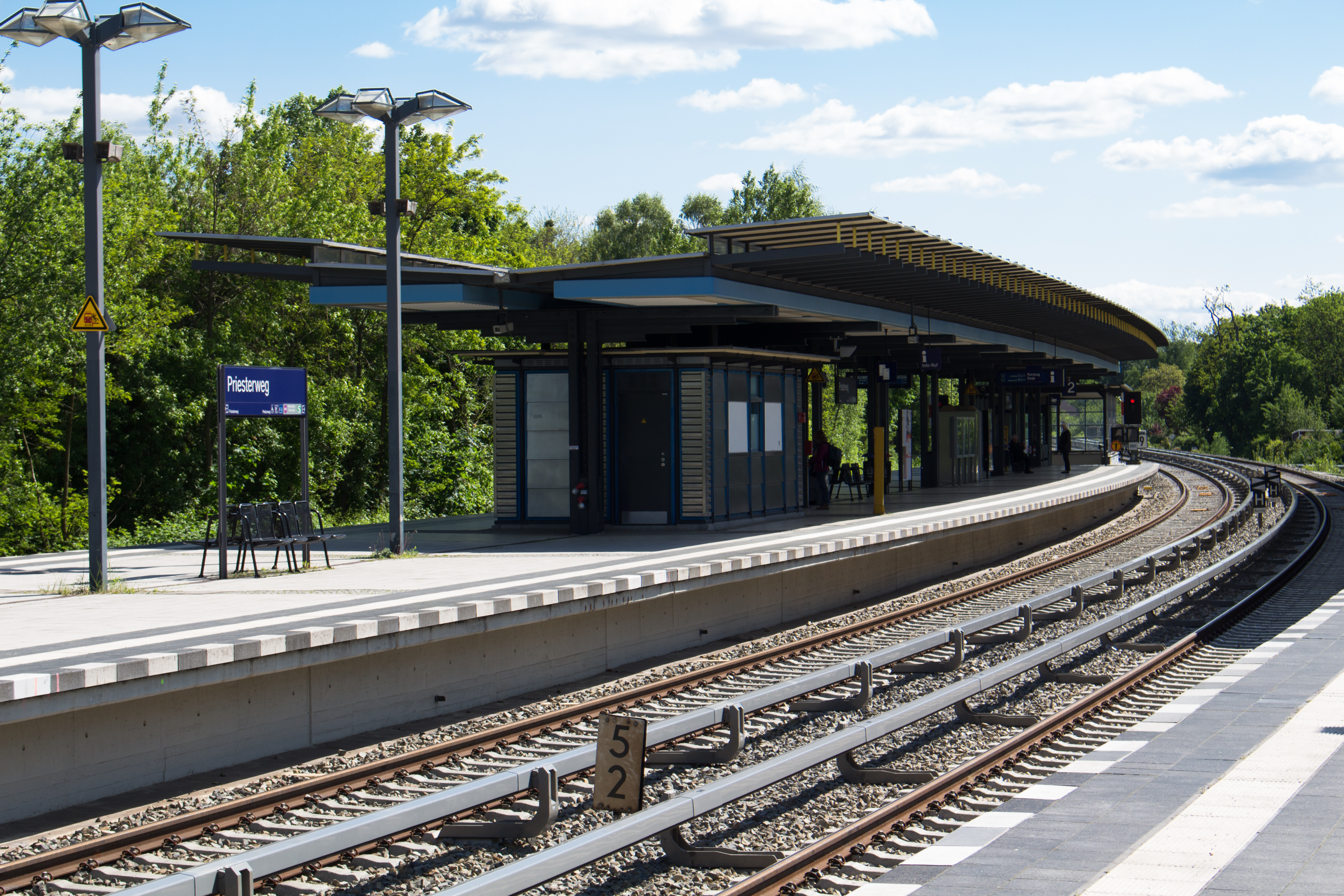
Die Bahnsteige im Mai 2014

Der Bahnhof wurde am 7. Oktober 1928 mit zwei Mittelbahnsteigen eröffnet. Die Elektrifizierung mit der heute im Berliner S-Bahn-Netz üblichen Spannung von 750 V Gleichspannung erfolgte am 2. Juli 1929.
Vorher gab es hier auf der Anhalter Vorortbahn vom Potsdamer Vorortbahnhof nach Lichterfelde Ost seit Juli 1903 einen elektrischen Probebetrieb mit 550 V Gleichspannung, der schrittweise erweitert wurde. Die Vorortzüge der Dresdener Bahn wurden weiter mit Dampf gefahren.
Seit dem 15. Mai 1939 wird der Bahnhof nur von ausschließlich elektrisch betriebenen S-Bahn-Zügen angefahren. Ein zweiter Ausgang wurde angelegt und der komplette Bahnhof modernisiert. Im Zweiten Weltkrieg wurde mit dem Beginn der Schlacht um Berlin der Zugverkehr Mitte April 1945 eingestellt. Am 8. Juni 1945 wurde der Bahnhof für mit Dampflokomotiven bespannte Züge wiedereröffnet. Ab dem 16. August war wieder der elektrische Betrieb möglich.
Mit der Übernahme der S-Bahn in West-Berlin durch die Berliner Verkehrsbetriebe (BVG) am 9. Januar 1984 wurde der Zugverkehr nach Lichterfelde eingestellt. Die Züge verkehrten nur noch auf den äußeren Gleisen. Im Mai 1990 nahm man den Bahnsteig A außer Betrieb und die Züge fuhren nur noch auf dem Bahnsteig B. Der Bahnsteig A wurde abgerissen, etwas weiter südlich komplett neu gebaut und ging am 29. Juni 1992 wieder in Betrieb. Danach wurde der Bahnsteig B genauso neu errichtet. Der alte Zugang und das Empfangsgebäude blieben erhalten, lagen jetzt aber am Nordende des Bahnsteigs. Am 3. August 1993 entstand ein neuer Südzugang zum Bahnsteig A. Der neugebaute Bahnsteig B ging schließlich am 6. Dezember 1993 in Betrieb. Seitdem ist der Bahnhof teilweise überdacht. Ein neuer Südzugang für den Bahnsteig B wurde ebenso im Januar 1995 gebaut.
Seit Mitte 2016 erfolgt die Zugabfertigung durch den Triebfahrzeugführer mittels Führerraum-Monitor (ZAT-FM).
Im September 2017 wurde das Gebäude des Stellwerks Pr abgerissen, das sich am nördlichen Ende des westlichen Bahnsteigs befand.

## Anbindung

### Schienenverkehr
Der S-Bahnhof wird von den Linien S2, S25 und S26 der Berliner S-Bahn bedient.
| Linie | Verlauf | Takt |
| ----- | --- | ---- |
|       | Bernau – Bernau-Friedenstal – Zepernick – Röntgental – Buch – Karow – Blankenburg – Pankow-Heinersdorf – Pankow – Bornholmer Straße – Gesundbrunnen – Humboldthain – Nordbahnhof – Oranienburger Straße – Friedrichstraße – Brandenburger Tor – Potsdamer Platz – Anhalter Bahnhof – Yorckstraße – Südkreuz – Priesterweg – Attilastraße – Marienfelde – Buckower Chaussee – Schichauweg – Lichtenrade – Mahlow – Blankenfelde \|\| 10 min (Abschnitt Buch–Bernau & Lichtenrade–Blankenfelde: 20 min) |      |
|       | Hennigsdorf – Heiligensee – Schulzendorf – Tegel – Eichborndamm – Karl-Bonhoeffer-Nervenklinik – Alt-Reinickendorf – Schönholz – Wollankstraße – Bornholmer Straße – Gesundbrunnen – Humboldthain – Nordbahnhof – Oranienburger Straße – Friedrichstraße – Brandenburger Tor – Potsdamer Platz – Anhalter Bahnhof – Yorckstraße – Südkreuz – Priesterweg – Südende – Lankwitz – Lichterfelde Ost – Osdorfer Straße – Lichterfelde Süd – Teltow Stadt \|\| 20 min                                      |      |
|       | Blankenburg – Pankow-Heinersdorf – Pankow – Bornholmer Straße – Gesundbrunnen – Humboldthain – Nordbahnhof – Oranienburger Straße – Friedrichstraße – Brandenburger Tor – Potsdamer Platz – Anhalter Bahnhof – Yorckstraße – Südkreuz – Priesterweg – Südende – Lankwitz – Lichterfelde Ost – Osdorfer Straße – Lichterfelde Süd – Teltow Stadt \|\| 20 min |      |

### Busverkehr
Es bestehen Umsteigemöglichkeiten zu folgenden Buslinien der BVG:
| Linie | Verlauf                                              |
| ----- | ---------------------------------------------------- |
| M76   | S Lichtenrade – U Walther Schreiber Platz            |
| 170   | Baumschulenstraße/Fähre – S+U Rathaus Steglitz       |
| 246   | Neukölln, Forsthausallee – U Friedrich-Wilhelm-Platz |